# سیبیل کومایی

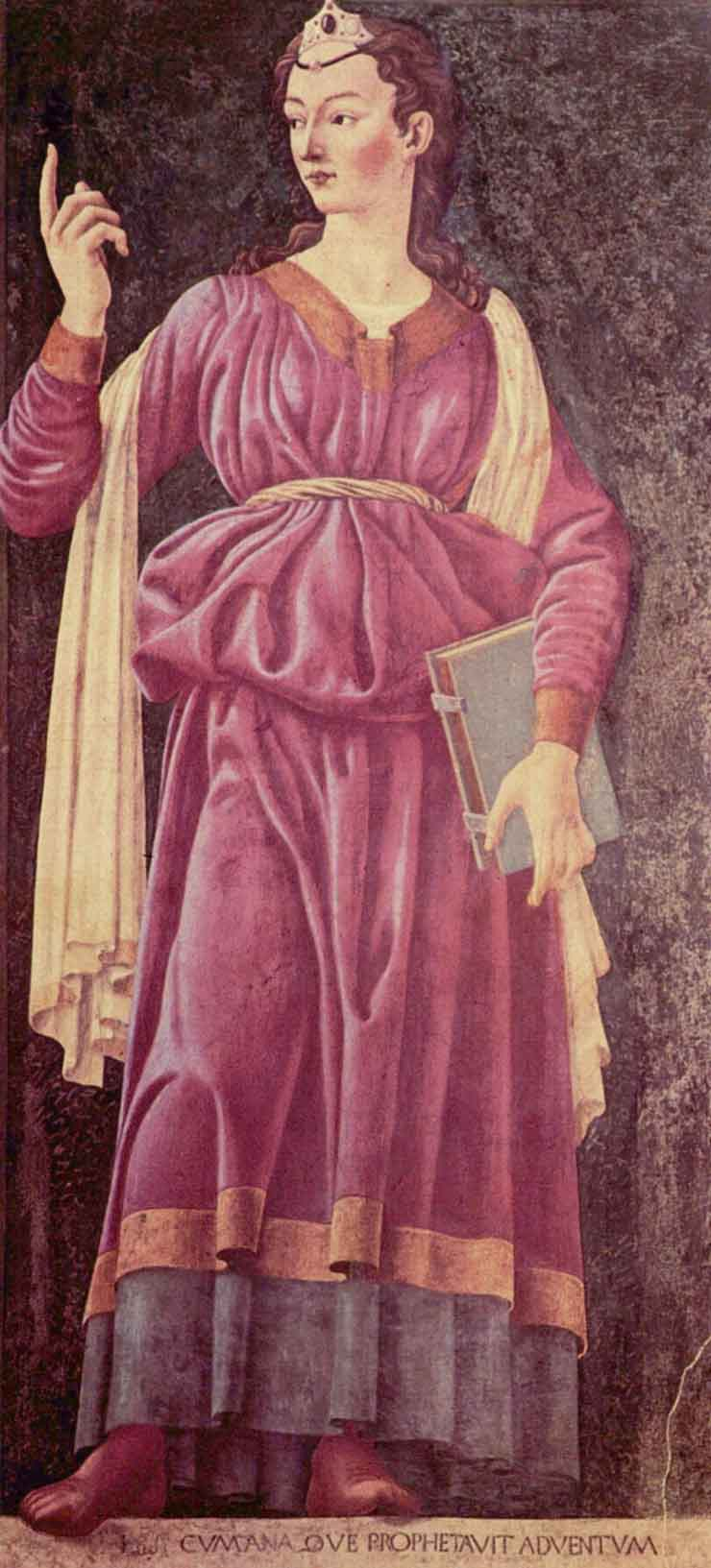

سیبیل کومایی (انگلیسی: Cumaean Sibyl) کاهنه ای بود که ریاست وخشور آپولون در کومای، یک مستعمره یونانی در نزدیکی ناپل در ایتالیا را برعهده داشت. کلمه سیبیل (پیشگو) (از طریق لاتین) از کلمه یونانی باستان به معنای پیامبر زن آمده‌است. سیبیل‌های زیادی در سراسر جهان باستان وجود داشتند. به دلیل اهمیت سیبیل کومه ای در افسانه‌های روم باستان همان‌طور که در کتاب ششم انئید ویرژیل مدون شده‌است، و به دلیل نزدیکی او به روم، سیبیل کومایی بیشترین تعداد مدون شدن را به خود اختصاص داده و در میان رومیان مشهور است.

نام‌های مختلفی برای سیبیل کومایی به جز «هروفیل » پاوسانیاس و لاکتانتیوس  یا « دیفوبه ، دختر گلوکوس » انئید وجود دارد: «آمالتهیا»، «دموفیل» یا «تاراکساندرا» همگی در مراجع مختلف آمده‌اند.